# Гробница Ань Цзя
Гробница Ань Цзя (также иногда читаемый как Ань Цзе) (кит. 安伽墓石門 圍屏石榻, буквально: «Каменные ворота гробницы и ложе Ань Цзя»), представляет собой надгробный памятник периода Северной Чжоу (557—581 гг. н. э.) согдийскому дворянину, названным «Ань Цзя» в китайской эпитафии. Гробница была раскопана в городе Сиань. Сейчас она находится в коллекции Провинциального института археологии Шэньси. Ань Цзя (安伽) умер в год основания эры Дасян (大象) (579 г. н. э.), во время правления императора Цзина.

## Гробница
Гробница состояла из каменных ворот и каменного ложа, расположенного в нижней части наклонного прохода, что типично для гробниц, построенных для китайской знати. Каменные ворота украшены двумя львами и горизонтальной табличкой, на которой изображена сцена зороастрийского жертвоприношения. Эта каменная кушетка состоит из 11 каменных блоков, украшенных в общей сложности 56 рисунками. Эти картины не в китайском стиле, а изображают яркие сцены из жизни Ань Цзя: выезд, пир, охота, развлечения.

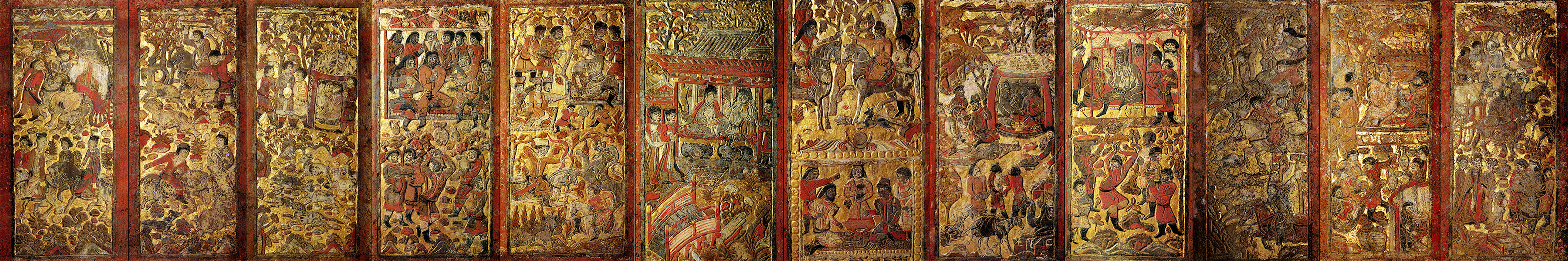
Фигуры на гробнице Ань Цзя (задние панели)

Гробница была нетронута и раскопана в целости и сохранности в 2001 году и вошла в десятку лучших археологических находок того года. Другими известными китайскими согдийскими гробницами того периода являются гробница Ю Хуна и гробница Виркака.

## Согдиец Ань Цзя (518—579 гг. н. э.)

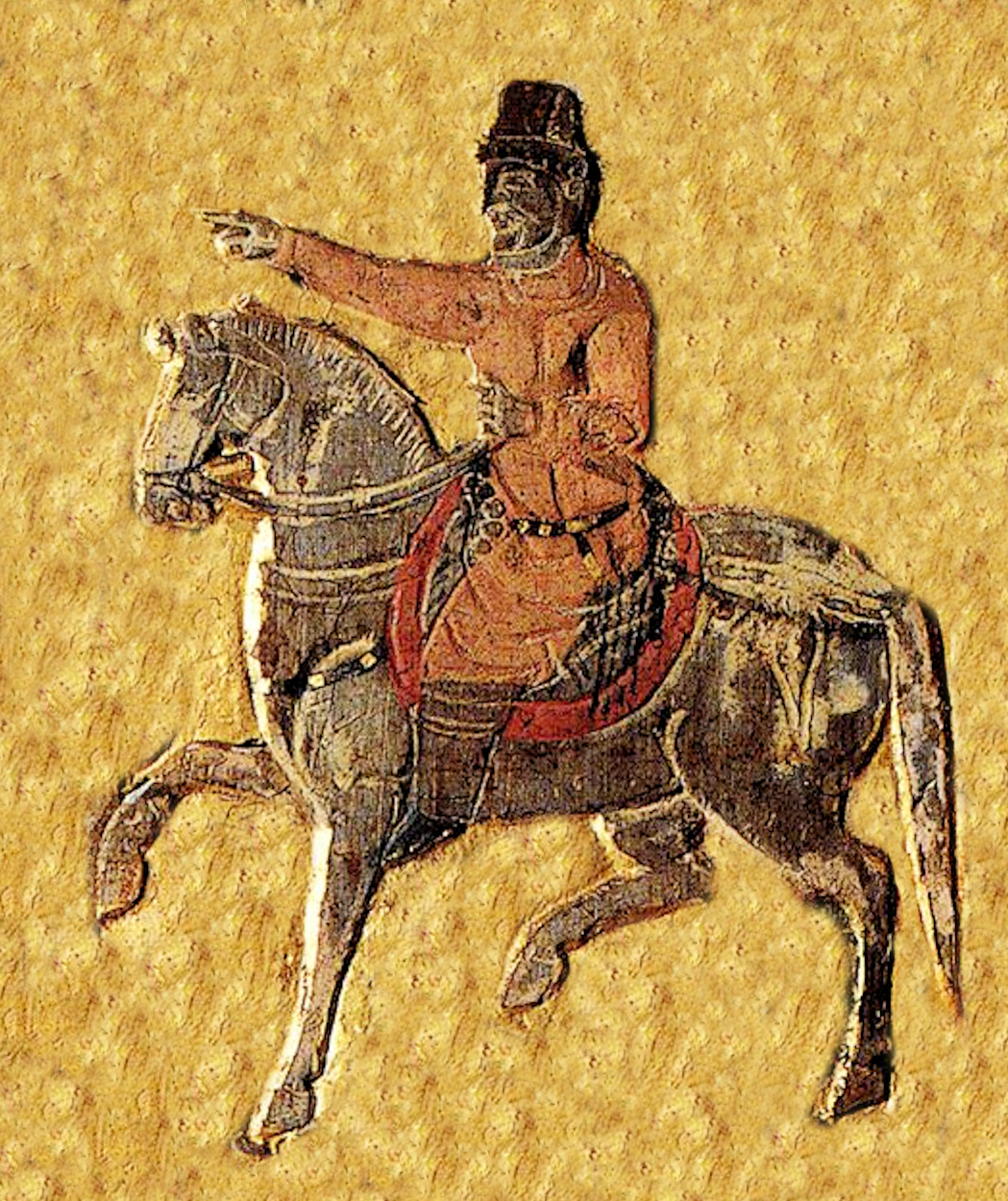
Согдиец Ань Цзя на своём коне, как он изображён на одной из панелей. 579 г. н. э.

Ань Цзя (518—579 гг. н. э., умер в возрасте 62 лет) происходил из согдийской знатной семьи из Бухары и отвечал за коммерческие дела иностранных купцов из Средней Азии, занимавшихся бизнесом в Китае, а также за зороастрийские дела для префектуры Тонг династии Северная Чжоу. Он носил официальный китайский титул «сабао» (薩保, «защитник, страж», производный от согдийского слова s’rtp’w, «лидер каравана»), используемый для назначаемых правительством лидеров согдийской общины иммигрантов-торговцев. Ань Цзя жил в Сиане и там был похоронен.
Согдийские гробницы в Китае являются одними из самых роскошных того периода в этой стране и лишь немного уступают имперским гробницам, что позволяет предположить, что согдийские сабао были одними из самых богатых членов населения.

## Этнографические аспекты
Изображения в гробнице показывают вездесущность тюрков (во времена Первого Тюркского каганата), которые, вероятно, были главными торговыми партнёрами согдийца Ань Цзя. Эфталиты практически не упоминаются или, возможно, когда-то появлялись в качестве вассального правителя вне ареала тюркского кагана, так как они, вероятно, были к тому времени заменены тюркской гегемонией (они были уничтожены союзом Сасанидов и тюрков между 556 г. и 560 г. н. э.). Напротив, эфталиты часто упоминаются в гробнице Виркака, который, хотя и умер в то же время, что и Ань Цзя, был намного старше в 85 лет. Поэтому Виркак, возможно, в основном имел дело с эфталитами в молодые годы.

## Эпитафия
Эпитафия Ань Цзя выглядит следующим образом:

大周大都督同州萨保安君墓志铭／君讳伽，字大伽，姑臧昌松人。其先黄帝之苗裔，分／族因居命氏，世济门风，代增家庆。父突建，冠军／将军，眉州刺史，幼擅家声，长标望实，履仁蹈义，忠／君信友。母杜氏，昌松县君，婉兹四德，弘此三从，肃／穆闺闱，师仪乡邑。君诞之宿祉，蔚其早令，不同流／俗，不杂嚣尘，绩宣朝野，见推里闬。遂除同州萨保。／君政抚闲合，远迩祇恩，德盛位隆，于义斯在。俄除／大都督。董兹戎政，肃是军容，志效鸡鸣，身期马革。／而芒芒天道，杳杳神祗，福善之言，一何无验周大／象元年五月，遘疾终于家，春秋六十二。其年岁次／己亥十月己未朔，厝于长安之东，距／城七里。但陵谷易徙，居诸难徙，佳城有斁，镌勒□／无亏。其词曰：／基遥转固，派久弥清。光踰照庑，价重连城。方鸿节／鹜，譬骥齐征。如何天道，奄垐泉扃。寒原寂寞，旷野／萧条。岱山终砺，拱木俄撨。佳城郁，陇月昭昭，嫌□／易，金石难销。

«Эпитафия Аня, «сабао» и великого губернатора префектуры Тонг. Его имя было Цзя, также назывался «Дацзя», и он происходил из Гузанчансона…»— Эпитафия Ань Цзя (перевод приводится выше)

## Украшения гробницы

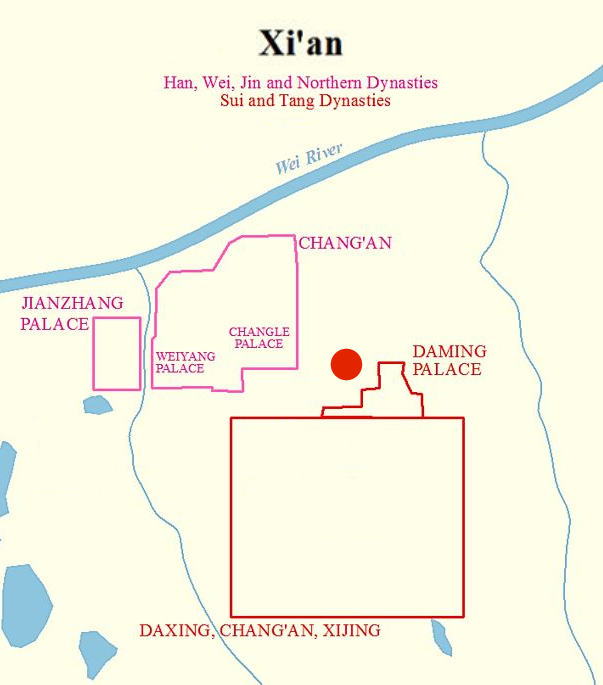
Первоначальное местоположение гробницы Ань Цзя (красная точка) в Сиане

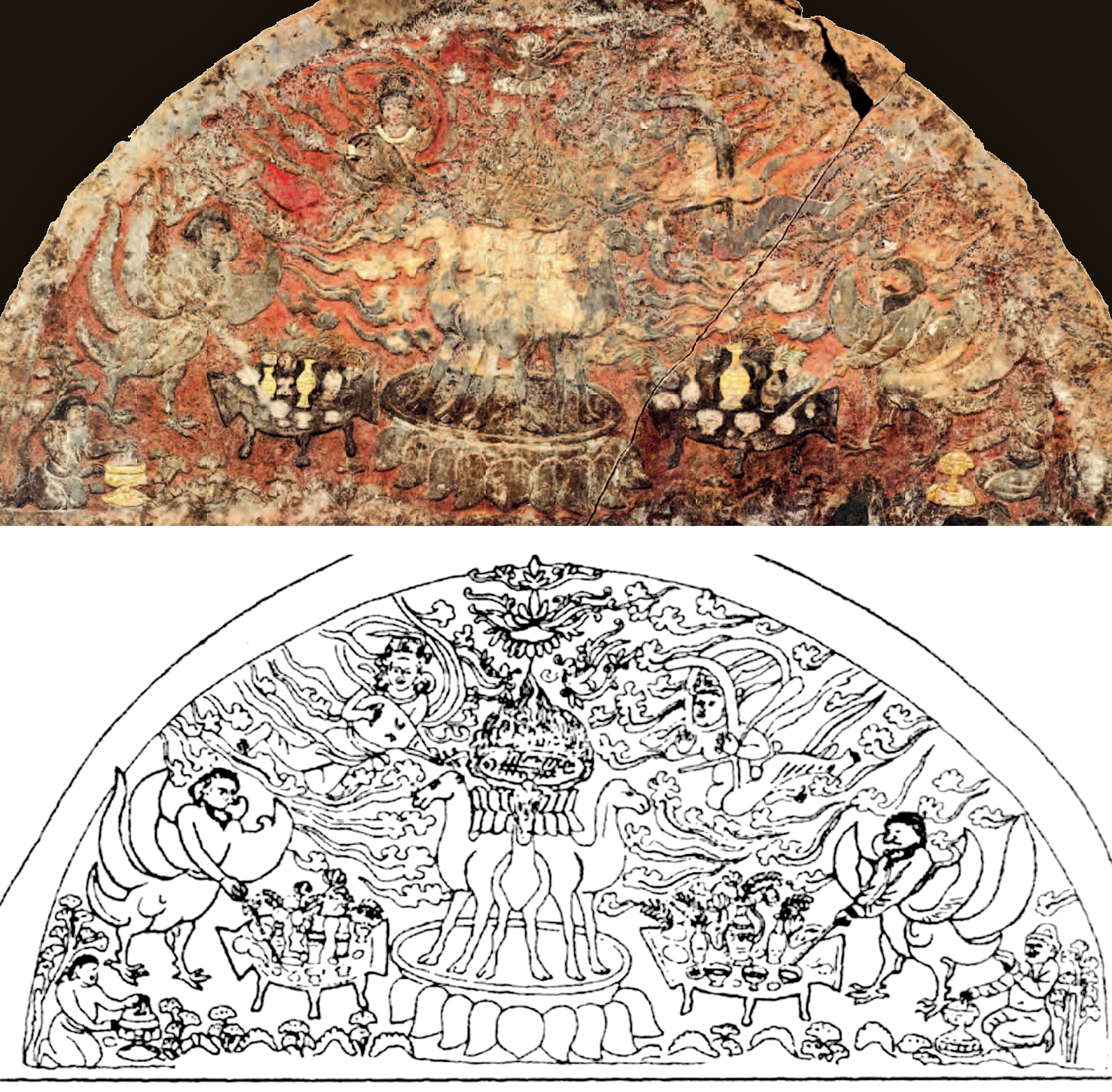
Зороастрийский обряд поклонения огню, изображённый на фронтоне ворот гробницы
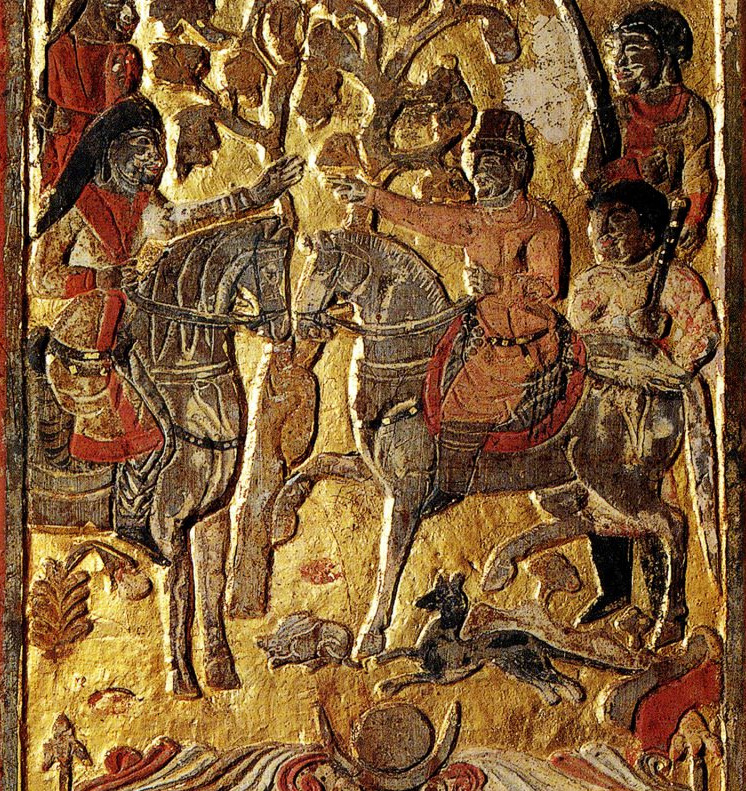
Ань Цзя (справа) приветствует тюркского лидера (слева, длинные волосы зачёсаны назад)
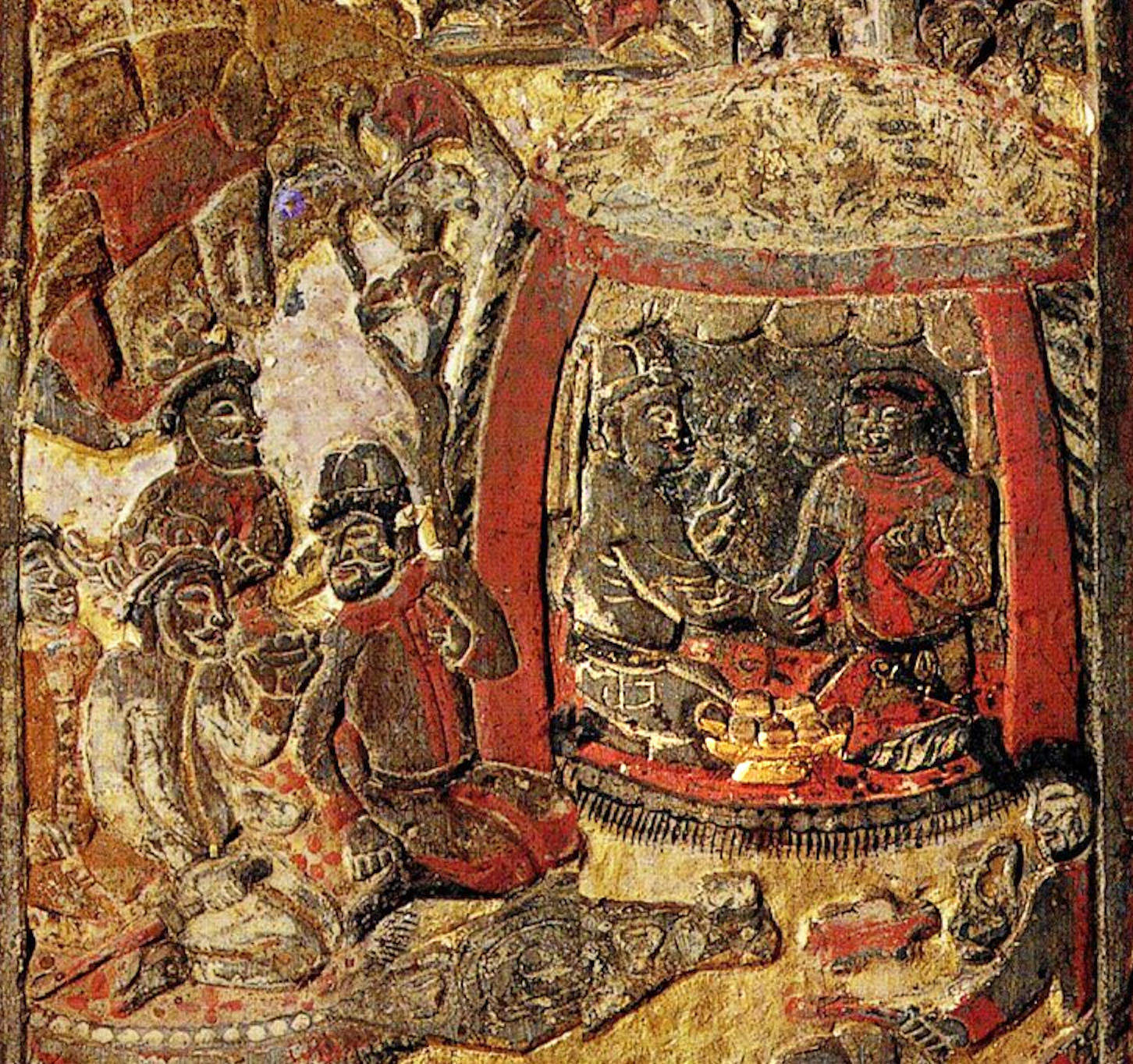
Согдийский купец Ань Цзя с тюркским вождём в юрте
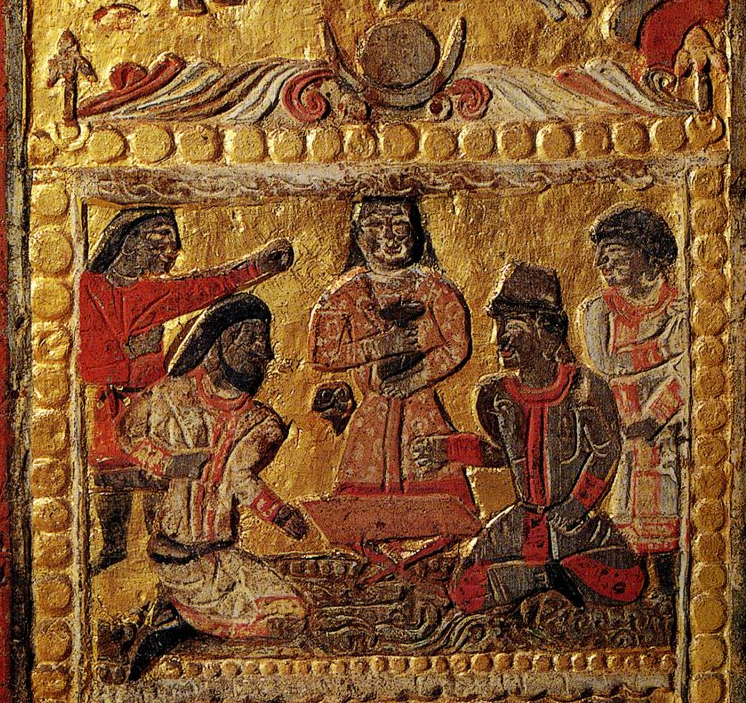
Ань Цзя (справа) заключает союз с тюрками (слева)